# Galium broterianum
Galium broterianum är en måreväxtart som beskrevs av Pierre Edmond Boissier och Georges François Reuter. Galium broterianum ingår i släktet måror, och familjen måreväxter. Inga underarter finns listade i Catalogue of Life.